# Takeuchi
Takeuchi Mfg. Co., Ltd. (株式会社竹内製作所 Kabushiki-gaisha Takeuchi Seisakujo) (TYO: 6432
) er en japansk producent af entreprenørmaskiner, der bl.a. producerer gravemaskiner, dumpere og minilæssere. Takeuchi blev etableret i 1963 af Akio Takeuchi.